# Philbrick Mill
Philbrick Mill – obszar niemunicypalny w hrabstwie Mendocino, w Kalifornii (Stany Zjednoczone), na wysokości 146 m. Znajduje się 14 km na północny zachód od Boonville.